# Voisinage de Moore

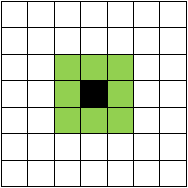
Les huit cellules vertes constituent le voisinage de Moore d'ordre 1 de la cellule noire

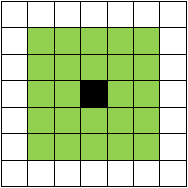
Les vingt-quatre cellules vertes constituent le voisinage de Moore d'ordre 2 de la cellule noire

Dans un automate cellulaire, le voisinage de Moore d'une cellule est constitué de la cellule centrale et des huit cellules adjacentes à celle-ci (diagonales comprises).
Le voisinage de Moore d'ordre 2 d'une cellule est constitué de la cellule centrale et des vingt-quatre cellules qui l'entourent.
Plus généralement, le voisinage de Moore d'ordre {\displaystyle N} d'une cellule est constitué de la cellule centrale et des cellules qui l'entourent à une distance de Tchebychev de au plus {\displaystyle N}.

## Étymologie
Le nom « voisinage de Moore » est issu de celui du professeur Edward F. Moore, inventeur de la machine de Moore et pionnier de l'automatique cellulaire.

## Utilisation
Le voisinage de Moore est notamment utilisé dans le jeu de la vie de John Conway. Dans le jeu du démineur, le chiffre indiqué dans une case est le nombre de mines présentes dans le voisinage de Moore d'ordre 1 de celle-ci.